# Apelmocreagris blandula
Apelmocreagris blandula är en tvåvingeart som först beskrevs av Franz Lengersdorf 1944.  Apelmocreagris blandula ingår i släktet Apelmocreagris och familjen sorgmyggor. Inga underarter finns listade i Catalogue of Life.